# Mitchell Esajas
Mitchell Esajas (Amsterdam, 22 juli 1988) is een Nederlands antropoloog en bedrijfskundige.

## Biografie
Esajas is geboren in Amsterdam, zijn ouders kwamen in de jaren zeventig uit Suriname naar Amsterdam/Slotervaart. Zijn moeder was werkzaam in de zorg, zij nam hem in zijn jeugd mee naar de Levensboom, Monument van Besef op het Surinameplein. Hij zag in zijn jeugd zijn ouders, aangesloten bij de Evangelische Broedergemeente Suriname zich langzaam ontwikkelen van de nederigheid die dat met zich meebracht, tot het eren en uitdragen van hun eigen cultuur.
Esajas doorliep in Amsterdam basisschool De Zevensprong (1992-2000) en het Spinoza Lyceum (2000-2006). Hij studeerde culturele antropologie en bedrijfskunde aan de Vrije Universiteit Amsterdam (2006-2013) en werd studieadviseur antropologie aan de Universiteit van Amsterdam (2013-2017). Omdat in het onderwijs weinig aandacht was voor diversiteit, richtte hij in 2011 samen met studiegenoten New Urban Collective op, een netwerk van zwarte studenten en jonge professionals. Vanuit het New Urban Collective draagt hij bij aan de dekolonisering van het onderwijs, diversiteit en inclusie op de arbeidsmarkt.
Samen met zijn partner Jessica de Abreu raakte Esajas in 2014 betrokken bij de actiegroep Kick Out Zwarte Piet en richtte hij in 2015 The Black Archives op, een archief rond zwart erfgoed. Esajas en De Abreu werken samen met het Stedelijk Museum Amsterdam bij de tentoonstelling Surinaamse School in 2020-2021.
Naar aanleiding van de dood van George Floyd in Minneapolis (Verenigde Staten) op 25 mei 2020 vonden in juni 2020 verscheidene protesten plaats. Op 1 juni 2020 (Tweede Pinksterdag) organiseerde BlackLivesMatterNL, een initiatief van Black Queer & Trans Resistance Netherlands, Kick Out Zwarte Piet en Nederland Wordt Beter, een Black Lives Matter-protest op de Dam in Amsterdam naar aanleiding van de dood van George Floyd. Esajas was medeorganisator van de protesten in Amsterdam. Volgens de organisatoren was het een protest tegen 'anti-zwart politiegeweld in de VS en Europa' en tegen institutioneel racisme. Op de vreedzame demonstratie kwamen naar schatting zo'n vijfduizend mensen af.
In maart 2021 lanceerde BlackLivesMatterNL het Zwart Manifest, met concrete voorstellen om institutioneel racisme aan te pakken en zwarte emancipatie in Nederland te bevorderen. Demissionaire ministers Wouter Koolmees (Sociale Zaken en Werkgelegenheid) en Kajsa Ollongren (Binnenlandse Zaken en Koninkrijksrelaties en vicepremier) namen het manifest in ontvangst op 10 juni 2021.
Als senior fellow is Esajas betrokken bij het Humanity in Action Fellowship, dat jonge mensen opleidt om zich in te zetten voor een inclusieve samenleving.

## Onderscheidingen
In 2017 kregen Mitchell Esajas en Jessica de Abreu de Black Achievement Awards voor The Black Archives. In 2018 kreeg The Black Archives de Amsterdamprijs voor de Kunst.
In 2023 is Esajas koninklijk onderscheiden en benoemd tot ridder in de Orde van Oranje-Nassau. De Kanselarij der Nederlandse Orden, die besluit over de onderscheidingen, lichtte toe dat de onderscheiding is toegekend "voor verdiensten op het terrein van diversiteit en inclusie en de bestrijding van discriminatie en racisme". Burgemeester Femke Halsema reikte de onderscheiding aan Esajas uit op de dag voor Koningsdag 2023 bij een bijeenkomst in Het Concertgebouw (Amsterdam), waarbij ze in haar toespraak onder andere het New Urban Collective en The Black Archives noemde. Het uitreiken van de koninklijke onderscheiding aan Esajas leidde tot kritiek, vooral op sociale media kwamen er felle reacties. Drie gedecoreerden hebben uit protest hun eigen lintje ingeleverd. Zes andere lintjesdragers hebben bezwaren ingediend en overwegen hun onderscheiding terug te sturen.